# Dolichopeza thowla
Dolichopeza thowla är en tvåvingeart som beskrevs av Günther Theischinger 1993. Dolichopeza thowla ingår i släktet Dolichopeza och familjen storharkrankar. Inga underarter finns listade i Catalogue of Life.